# Bagdadpagten
|  | Sammenskrivningsforslag Artiklen Bagdadpagten er foreslået føjet ind i CENTO. (Siden juli 2018) Diskutér forslaget |

Bagdadpagten (Middle East Treaty Organization eller METO) var en sikkerhedsaftale, som i 1955 blev indgået mellem Pakistan, Iran, Irak, Tyrkiet og Storbritannien. Storbritanniens deltagelse i pagten skal ses som en afspejling af landets tidligere overherredømme i regionen.
I 1959 meldte Irak sig ud pagten, som fortsatte under navnet CENTO. Pagten blev opløst i 1979.
| Historie | Spire Denne historieartikel er en spire som bør udbygges. Du er velkommen til at hjælpe Wikipedia ved at udvide den. |